# هارولد فون شميت
هارولد فون شميت (بالإنجليزية: Harold von Schmidt)‏ هو فنان أمريكي، ولد في 19 مايو 1893 في ألاميدا في الولايات المتحدة، وتوفي في 3 يونيو 1982 في فيرفيلد في الولايات المتحدة.

## وصلات خارجية
- هارولد فون شميت عل موقع إسبنسكروم (الإنجليزية)
- هارولد فون شميت على موقع أوليمبيديا (الإنجليزية)